# NGC 4889
Az NGC 4889 (más néven Caldwell 35) egy elliptikus galaxis a Coma Berenices (Bereniké haja) csillagképben.

## Felfedezése
A galaxist William Herschel fedezte fel 1785. április 11-én.

## Tudományos adatok
A galaxis 6495 km/s sebességgel távolodik tőlünk. A Coma Berenices galaxishalmaz egyik legfényesebb, központi galaxisa.

## Megfigyelési lehetőség
Amatőrcsillagászati eszközökkel nehezen figyelhető meg, mert viszonylag távoli, emiatt halvány.